# Rune Carlsson
Pour les articles homonymes, voir Rune Carlsson (football) et Carlsson.
Rune Carlsson (né le 4 décembre 1940, mort le 9 mars 2013) est un batteur de jazz suédois. 
Il a accompagné de nombreux jazzmen américains lors de leurs « tournées européennes » : Bill Evans, Dizzy Gillespie, Dexter Gordon, Stan Getz, Wayne Shorter, Eric Dolphy, Chet Baker... Carlsson a également collaboré avec de nombreux artistes suédois, parmi lesquels Cornelis Vreeswijk, Björn J:son Lindh ou Bo Hansson.